# Brechung (Physik)

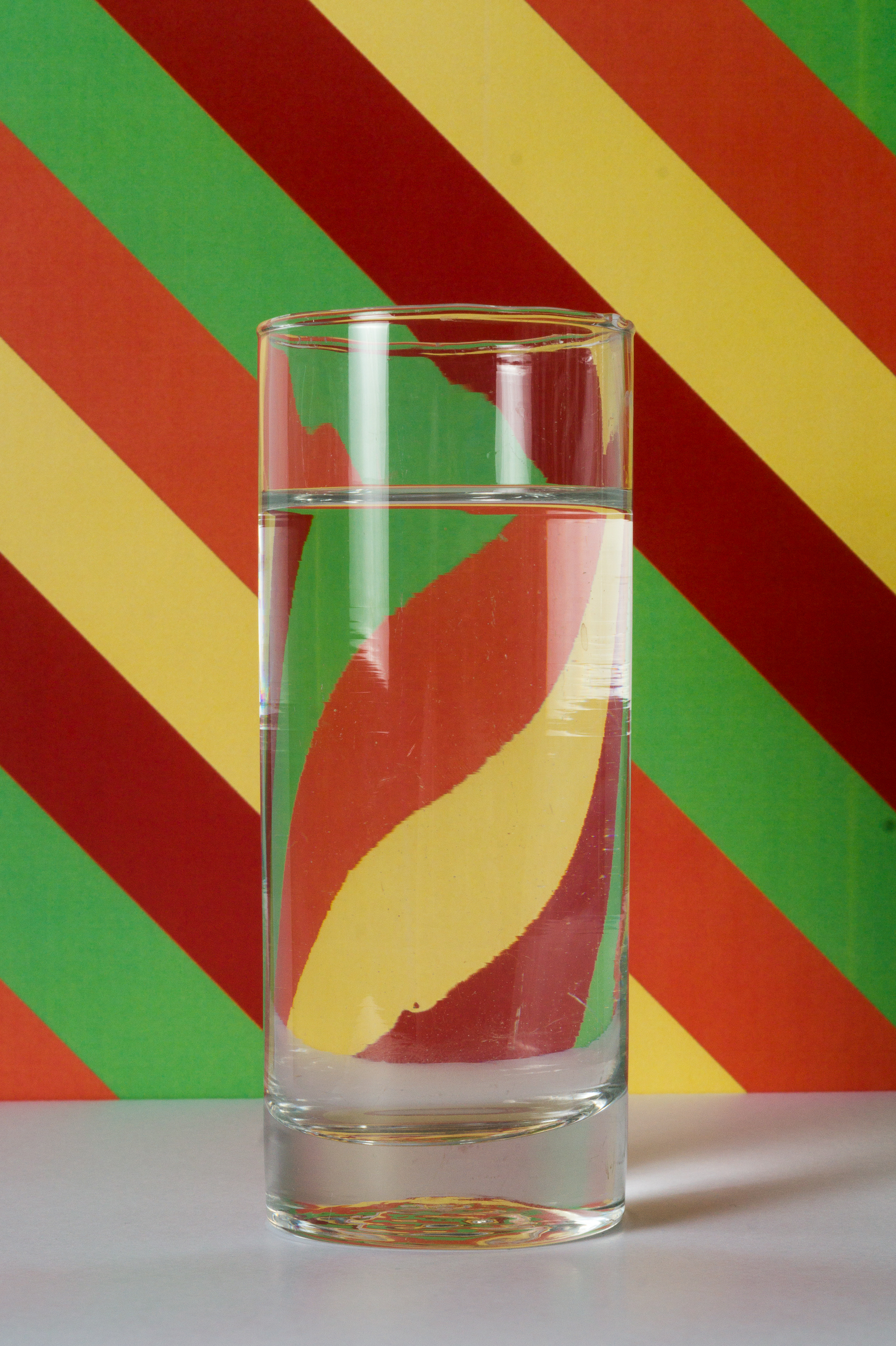
Brechung an einem Wasserglas. Durch seine Form wirkt das Glas wie eine Zylinderlinse und erzeugt ein seitenverkehrtes Bild.

Die Brechung, auch Refraktion, ist die Änderung der Ausbreitungsrichtung einer Welle durch  eine räumliche Änderung des Brechungsindex des Mediums, das die Welle durchläuft. Die Änderung des Brechungsindex führt dabei zu einer Änderung der Phasengeschwindigkeit der Welle. Brechung  tritt bei jeder Art von Wellen auf, die sich in mehr als einer Dimension ausbreiten. Beispiele sind Licht, Schallwellen, Wasserwellen oder Erdbebenwellen.

## Licht

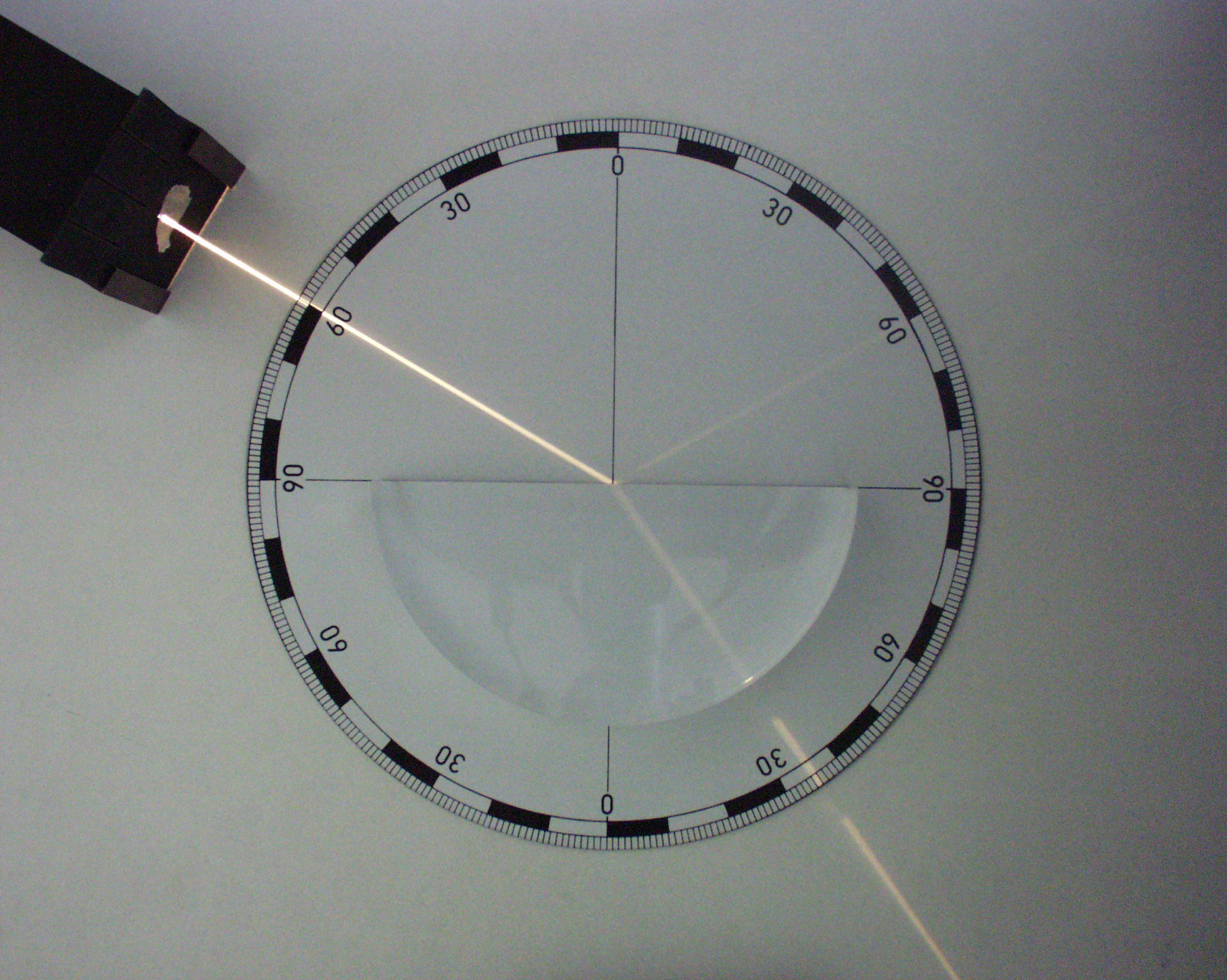
Brechung (unterer Lichtstrahl) und Reflexion (oberer Lichtstrahl) eines Lichtstrahls an einem Plexiglas-Halbkreiskörper.

Die Brechung von Licht – oder allgemeiner: von elektromagnetischen Wellen – wird am einfachsten durch die Strahlenoptik beschrieben, welche für Strukturen gilt, die groß im Vergleich zur Wellenlänge sind. An Phasengrenzen tritt durch Brechung ein Knick im Strahl auf. Dabei ist der Winkel zwischen dem Lichtstrahl und dem Lot auf der Seite der Grenzfläche größer, wo der Brechungsindex kleiner ist. Die Richtungsänderung ist umso stärker, je größer der Einfallswinkel ist. Beides wird durch das Snelliussche Brechungsgesetz beschrieben.

Brechung einer ebenen Wellenfront an der Grenze zweier Medien nach dem huygensschen Prinzip

Die Brechung lässt sich jedoch auch im Wellenbild erklären, und zwar mit dem Huygensschen Prinzip: Die Wellenfronten des einfallenden Lichts erzeugen Elementarwellen, die sich im Inneren des optisch dichteren Mediums mit geringerer Geschwindigkeit ausbreiten und deswegen auch eine geringere Wellenlänge aufweisen. Die Teile der Wellenfront, die als erste auf die Phasengrenze treffen, werden auch früher abgebremst, so dass sich die Wellenfront zum optisch dichteren Medium hin dreht. Dadurch ändert sich die Ausbreitungsrichtung, die ja stets orthogonal zur Wellenfront ist (siehe Abbildung).

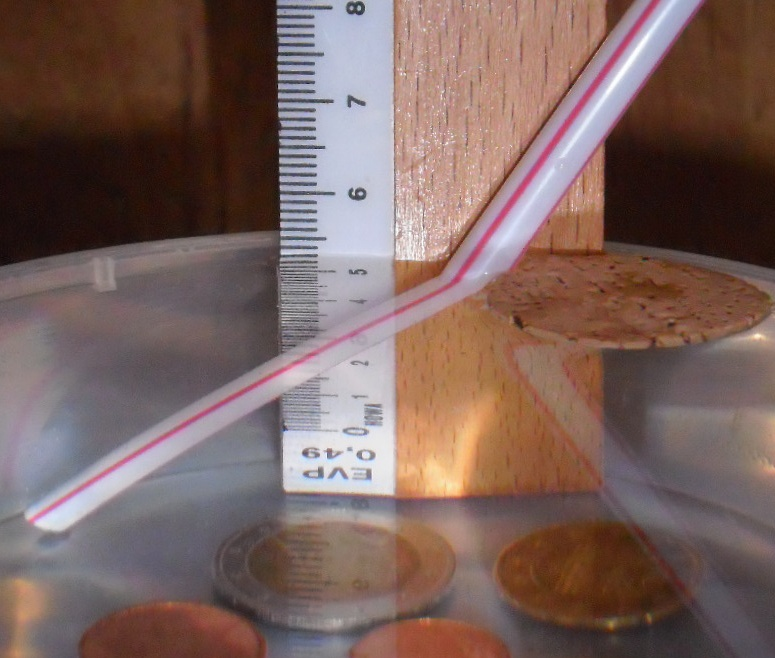
Durch Brechung im Wasser erscheint sich ein Knick im Stab zu erfinden und erscheinen Abstände erkürtzt

Meistens tritt an einer derartigen Phasengrenze zusätzlich zur Brechung auch Reflexion auf, so dass der einfallende Lichtstrahl in zwei Strahlen (einen reflektierten und einen gebrochenen Lichtstrahl) aufgetrennt wird. Bilden diese beiden letzteren Strahlen einen rechten Winkel, so ist der Einfallswinkel der Brewster-Winkel. Verschwindet die Brechung jedoch völlig und das gesamte Licht wird reflektiert, so spricht man von Totalreflexion. Zur Totalreflexion kommt es, wenn der Lichtstrahl aus dem optisch dichteren Medium kommt und verhältnismäßig flach auf die Grenzfläche trifft. Dann wäre der Ausfallwinkel des gebrochenen Strahls nach dem Brechungsgesetz größer als 90°, was geometrisch unsinnig ist.
Ändert sich der Brechungsindex des Ausbreitungsmediums jedoch stetig, z. B. wegen sich räumlich allmählich ändernden Stoffkonzentration, findet eine kontinuierliche Änderung der Ausbreitungsgeschwindigkeit statt und Strahlen werden gekrümmt, siehe etwa astronomische Refraktion. In beiden Fällen gilt das Fermatsche Prinzip, wonach Strahlen Wege extremaler, meist minimaler Laufzeit beziehungsweise optischer Weglänge nehmen.
Die Abhängigkeit der Brechung von der Wellenlänge (bei Licht also von der Farbe) nennt man Dispersion. Darauf beruht die Eigenschaft eines Prismas, Licht in seine spektralen Bestandteile zu zerlegen.
Anisotrope Materialien sind doppelbrechend, das heißt, die Anteile einer Welle werden in Abhängigkeit ihrer Polarisation unterschiedlich (stark) gebrochen.

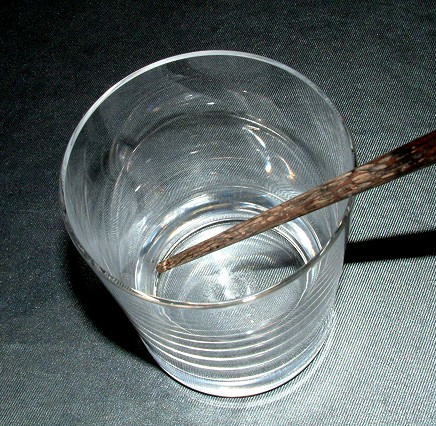
Ein Stab, der in einem leeren Glas steht.
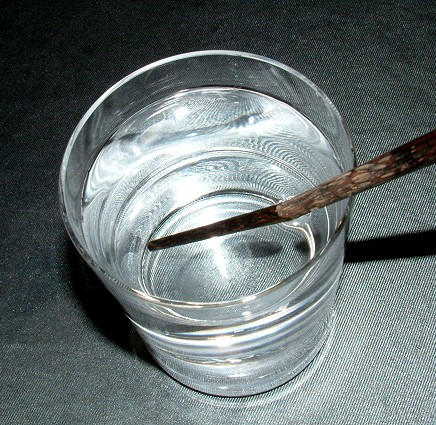
Nach dem Zufüllen von Wasser erscheint der Stab etwas nach oben geknickt.
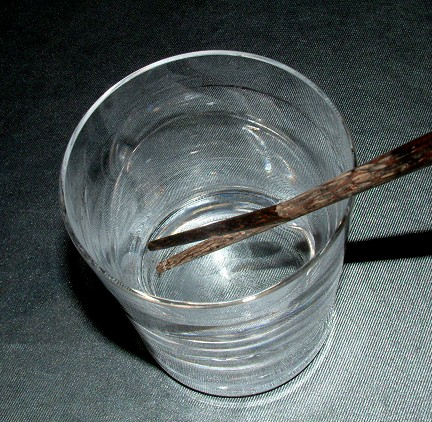
Vergleich der zwei Bilder (Überlagerung).
Schemazeichnung zur Erklärung des Effekts der 'optischen Hebung'.

### Anwendungen
In der technischen Optik findet die Brechung zahlreiche Anwendungen:
- Prismen lenken das Licht um und sorgen mittels Dispersion für die spektrale Auffächerung des Lichts.
- Sammellinsen bündeln das Licht. Dadurch wird die Intensität des Lichts in einem Punkt extrem erhöht (Brennglas). Beim Blick durch eine Sammellinse sieht man ein vergrößertes, virtuelles Bild (Lupe). Außerdem lassen sich mit einer Linse reelle Bilder erzeugen (Diaprojektor, Overheadprojektor, Fotokamera …)
- Teleskope und Mikroskop verwenden Linsensysteme, um weit entfernte oder winzig kleine Objekte zu vergrößern.
- Im menschlichen Auge wird das Licht durch die Brechung an der Hornhaut, an der Augenlinse und dem Glaskörper so gebrochen, dass ein reelles Bild auf der Netzhaut entsteht.
- Brillen und Kontaktlinsen verstärken oder vermindern die Brechung am Auge, um Sehfehler auszugleichen.

## Schall
Die Refraktion oder Brechung von Schall ist vergleichbar mit der derjenigen von elektromagnetischen Wellen und beschreibt die Änderung der Ausbreitungsrichtung einer Schallwelle in inhomogenen, elastischen Medien (Gase, Flüssigkeiten und Feststoffe), in denen die Wellengeschwindigkeit eine Funktion der räumlichen Koordinaten ist. Schallwellen werden in inhomogenen Medien in Richtung der Bereiche gebrochen, die eine geringere Schallgeschwindigkeit aufweisen. Dieser Effekt kann dazu führen, dass Schallwellen in der Atmosphäre oder in Ozeanen relativ weite Strecken zurücklegen.
In der Atmosphäre führen vertikale Windgeschwindigkeits- und Temperaturgradienten zu Refraktion. Die Windgeschwindigkeit nimmt häufig mit der Höhe zu, was dazu führt, dass die Schallwellen zur Erdoberfläche hin gebrochen werden. Das Gleiche gilt, wenn die Temperatur mit der Höhe zunimmt (Inversionswetterlage). Nimmt die Temperatur aber mit der Höhe ab und ist die Windgeschwindigkeit gleichzeitig gering, werden die Schallwellen von der Erde weg gebrochen.

### Anwendungen
An Übergängen zwischen Materialien unterschiedlicher Schallgeschwindigkeit werden seismische Wellen in charakteristischer Weise gebrochen. Geophysiker nutzen daher die Brechung von durch Erdbeben ausgelösten Wellen, um Erkenntnisse über den Aufbau des Erdinneren zu gewinnen.